# Kačavské hory
Kačavské hory (polsky Góry Kaczawskie, německy Bober-Katzbach-Gebirge) jsou horské pásmo v Dolním Slezsku severně od Krkonoš. Od nich je odděluje kotlina Jelení Hory, na východě však navazují na Janovické Rudohoří a Valbřišské hory.
Jméno jim dala řeka Kačava (Kaczawa). Průměrná nadmořská výška pohoří je 600 m n. m.
Kačavské hory se skládají ze čtyř hřebenů: Severního, Malého, Jižního a Východního. Tři prvně jmenované probíhají zhruba ze západu na jihovýchod, Východní hřeben má nepravidelný průběh.
Významnější řeky, které zde pramení, jsou Kaczava a Lipka.

## Fauna
V Kačavských horách žijí mj. ještěrky, zmije obecné, čáp černý, včelojed lesní, krahujec obecný, ostříž lesní, chřástal polní, holub doupňák, výr velký, kulíšek nejmenší, sýc rousný, ledňáček říční, krutihlav obecný, žluna šedá, strakapoud prostřední, břehule říční, konipas horský, skorec vodní, bramborníček černohlavý, pěnice vlašská, lejsek malý, lejsek bělokrký, ořešník kropenatý, křivka obecná, hýl rudý, strnad zahradní, letouni (např. netopýr velký), plch velký, vydra říční, kuna skalní, lasice hranostaj, jezevec lesní, prase divoké, srnec, jelen, muflon.

## Ochrana přírody

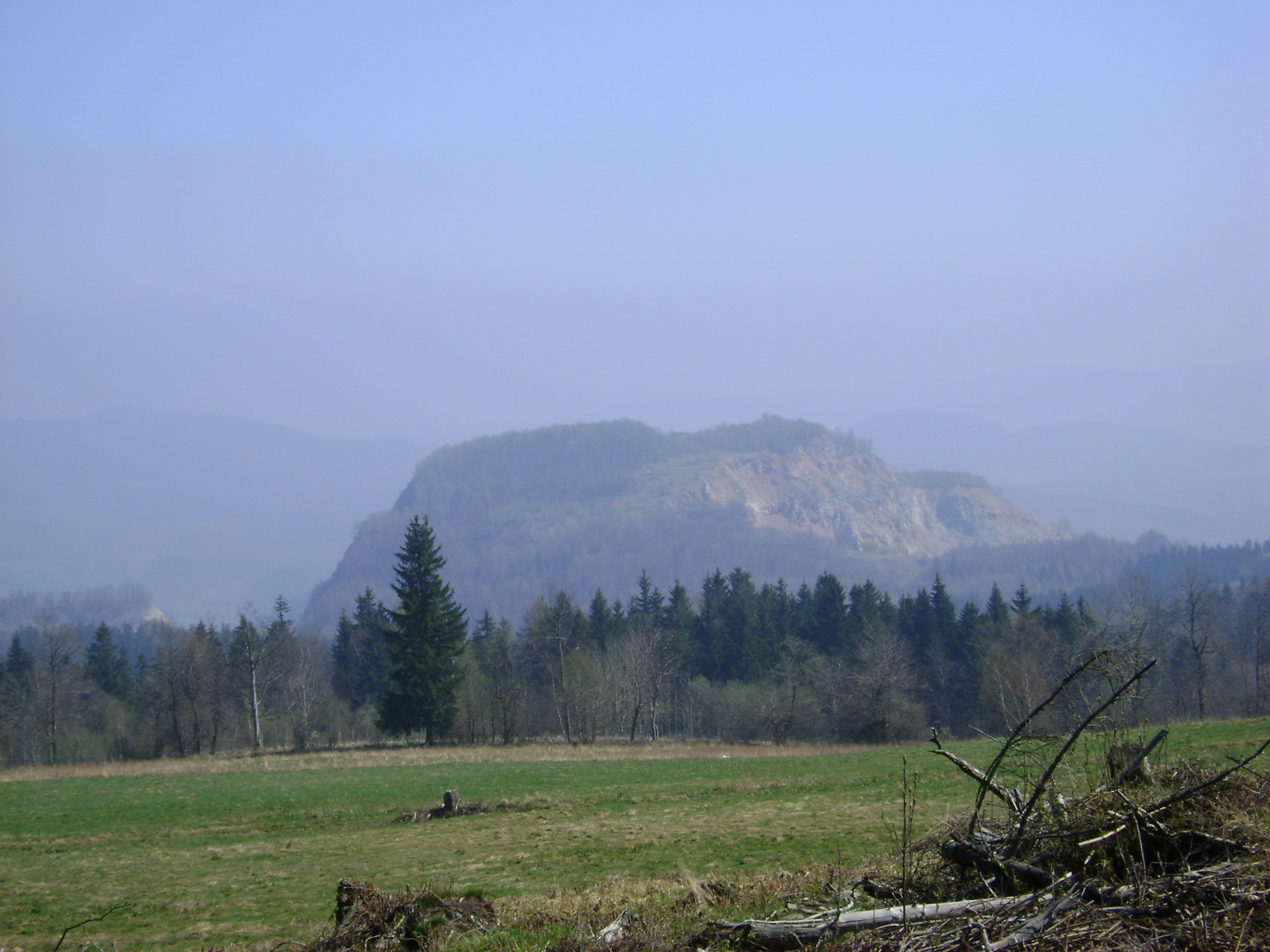
Hora Połom u Wojcieszówa s vápencovým lomem

Kačavské hory zatím nemají svou vlastní chráněnou krajinnou oblast, na rozdíl od okolních celků (Rudawski Park Krajobrazowy, Park Krajobrazowy Doliny Bobru, Park Krajobrazowy Chełmy). V horách se nachází řada vápencových lomů.
Tento stav se může brzy změnit, protože existují plány na nový Kaczawski Park Krajobrazowy. Nadějí pro kačavskou přírodu je také program Natura 2000. Naopak jednou z překážek jsou vodohospodářské investice v oblasti.

## Vesnice
Chrośnica, Czernica, Domanów, Dziwiszów, Gościradz, Grudno, Jeżów Sudecki, Kaczorów, Komarno, Lubiechowa, Mysłów, Nielestno, Stare Rochowice, Nowe Rochowice, Pastewnik, Pilchowice, Płonina, Płoszczyna, Podgórki, Radomierz, Strzyżowiec, Świdnik, Wojcieszów.